# 神奈川工科大学情報学部
神奈川工科大学情報学部（かながわこうかだいがくじょうほうがくぶ）は、神奈川工科大学に設置されている学部の一つ。

## 概要
神奈川工科大学情報学部は、2003年に工学部情報学科を改組して、情報学部として独立し誕生した。
近年、「Society5.0」と呼ばれる超スマート社会に向け、各種センサーデータの収集と解析、AIを用いた深層学習の活用が活発化し、急速に情報技術者のニーズが高まっている。それに対応する為に、神奈川工科大学情報学部は、ソフトウェア開発やネットワーク構築、セキュリティ管理、コンテンツ制作、ハードウェアシステムの設計といった領域で活躍できる人材、世の中を発展的に変革していく高度情報技術者の育成を目指している。
現在、神奈川工科大学情報学部は、情報工学科、情報ネットワーク・コミュニケーション学科、情報メディア学科、情報システム学科の4学科で構成される。
情報工学科では、実践的なプログラム技術、分析・設計から開発まで一連のソフトウェア開発まで幅広く学び、ビッグデータや知能情報処理技術などの「ソフトウェア開発系」、ハードウェアとしてのコンピュータやネットワークおよびオペレーティングシステム（OS）を基盤とする「コンピュータシステム系」を用意している。
情報ネットワーク・コミュニケーション学科では、「ネットワーク」「セキュリティ」「アプリケーション」の３分野に区分し、PCの組み立てとセットアップ、ネットワークケーブル作成とスイッチング、簡易ルーター設定、通信路の暗号化、無線LANの設定の6つのハードウェア実験、C言語によるネットワーク通信プログラム作成などのプログラミング実習など、幅広い技術の専門分野を学んでいく。
情報メディア学科では、工科系大学での強みを生かし、工学的な知識・技術とクリエイティブセンスを身につけていくことを目標にし、ITの基礎知識、映像制作、CG制作、音楽制作、ゲーム・システム・プログラム開発まで、多様なメディアを学んでいく。
情報システム学科では、プログラミングやデータサイエンスなど、情報エンジニアとして必要な力と、その情報技術を社会でいかに活用するかを目標にし、プログラムで製品やロボットなどを稼働させる組み込みシステム、アプリケーションの開発、電気電子回路や力学などハードウェアに関することまで幅広く学んでいく。

## 沿革
- 2000年 - 工学部に福祉システム工学科、情報ネットワーク工学科を増設。大学院工学研究科の工業化学専攻を応用化学専攻に名称変更。
- 2003年 - 工学部の情報工学科を情報学部情報工学科に改組。
- 2004年 - 情報学部に情報メディア学科を増設。工学部情報ネットワーク工学科を情報学部情報ネットワーク工学科に改組。

## 組織
情報学部
- 情報工学科
- 情報ネットワーク・コミュニケーション学科
- 情報メディア学科
- 情報システム学科